# Акепа
Акепа (Loxops) — вид горобцеподібних птахів родини в'юркових (Fringillidae). Ендеміки Гавайських островів. Включає 5 видів, з яких 2 види вимерли у XX столітті.

## Види
- Акеке, Loxops caeruleirostris
- Акепа гавайська, Loxops coccineus
- Акікікі гавайський, Loxops mana
- Акепа мауйська, Loxops ochraceus — ймовірно вимер (1988)
- Акепа оагуська, Loxops wolstenholmei — вимер (1930-ті)

## Філогенія
Результати молекулярного аналізу показують, що рід розійшовся з найближчими родичами з роду Chlorodrepanis у ранньому плейстоцені, приблизно 2,47 млн років тому. Клада, що містить обидва роди, є сестринською до роду Magumma, від якого вони відділилися під час пізнього пліоцену, приблизно 2,78 млн років тому. Генетичний аналіз існуючих видів підтверджує, що L. mana є найбазальнішим із збережених представників групи, який виник в плейстоцені приблизно 1,9 млн років тому. L. coccineus та L. caeruleirostris виникли через 600 000 років після L. mana. Філогенетичне положення вимерлого виду невідоме.